# Mary Strong Clemens
Mary Strong Clemens (1873. január 3. – 1968. április 13.) amerikai botanikus és növénygyűjtő. Hosszú élete során kitartóan gyűjtötte a növényeket a Fülöp-szigetek, Borneó, Kína, Új-Guinea és Ausztrália távoli vidékein.

## Élete
New York államban született Mary Knapp Strong néven, 1896-ban házasodott össze Joseph Clemens metodista lelkésszel. A férj 1902-ben káplánként belépett az Amerikai Egyesült Államok hadseregébe, kapitányi rangban szolgált a Fülöp-szigeteken, Amerikában, majd az első világháború idején Franciaországban, és 1918-ban vonult nyugalomba. A Fülöp-szigeteken töltött idő alatt, 1905–1907-ben, Mary Clemens Strong hosszú utazásokat tett Luzon és Mindanao szigetén. Miután Joseph Clemens nyugalomba vonult, ő lett feleségének asszisztense, és a pár teljes idejét a növények gyűjtésének szentelte. Általában a nő gyűjtötte, a férfi pedig megszárította és szállításra előkészítette a növényeket.
A két világháború között Clemensék Kína Hopej és Santung tartományaiba, valamint Indokínába, Észak-Borneóba, Sarawakba, Jávára és Szingapúrra tettek utazást. Különös figyelmet érdemelnek a Borneó északi részén fekvő Kinabalu-hegységbe tett utazásaik 1915-ben, majd 1931–1934 között, amelyek során a valaha volt legteljesebb gyűjteményt állították össze a hegység növényeiből.
1935. augusztusba Új-Guinea Mandátumterületre utaztak, ahol Joseph Clemens 1936. januárban ételmérgezés következtében elhunyt.  Mary Clemens 1941. decemberig Új-Guineában folytatta munkáját; ekkor a küszöbön álló háború miatt Ausztráliába evakuálták.
Ausztráliában a brisbane-i Queensland Herbariumban a főépület mögött egy fészerben kapott némi helyet, amit bázisként használt a növénygyűjtő útjaihoz. Noha ezt az elhelyezést csak ideiglenesnek szánták, húsz évig tartott. Egy közeli szállóban lakott, ahonnan kora reggel átsétált a herbáriumba; néha ott is főzött magának és ott is aludt, noha elrendelték, hogy ne tegye ezt.
Szilárd vallásos hitét mutatja, hogy naponta bibliai idézeteket írt a naplójába, gyakran énekelt keresztény énekeket (emiatt lakótársai és szomszédai panaszt tettek), és utazásai során bibliai tanításokkal és énekléssel fizetett a szállásért.
Életének későbbi szakaszában Clemens Queensland államra szorítkozott ausztráliai botanikusi tevékenységében, és Charleville-be (1945), Jericho körzetébe (1946), Mackay környékére (1947), Maryborough körzetébe (1948), és  Ingham körzetébe valamint Tullyba (1949) tett kirándulásokat.  Egy 1950-ben elszenvedett csípőtörés a kirándulások végét jelentette, de az 1960-as évek elejéig még folytatta munkáját a Queensland Herbariumban. 95 éves korában, 1968. április 13-án hunyt el.

## Emlékezete
A következő növényfajokat nevezték el róla:
- Saurauia clementis(wd) Merr.
- Pseuduvaria clemensiae(wd) Y.C.F.Su & R.M.K.Saunders

## Fordítás
Ez a szócikk részben vagy egészben  a   Mary Strong Clemens című angol Wikipédia-szócikk ezen változatának fordításán alapul.  Az eredeti cikk szerkesztőit annak laptörténete sorolja fel. Ez a jelzés csupán a megfogalmazás eredetét és a szerzői jogokat jelzi, nem szolgál a cikkben szereplő információk forrásmegjelöléseként.